# Установка дегідрогенізації пропану в Янбу
Установка дегідрогенізації пропану в Янбу — виробництво нафтохімічної промисловості на заході Саудівської Аравії, споруджене місцевими та іноземним інвесторами. Третя за часом введення установка дегідрогенізації пропану в історії країни (втім, вона поступилась установці Advanced Petrochemical Company лише на кілька місяців).
З кінця 20-го століття в світі почалось спорудження спеціалізованих установок, призначених для виробництва пропілену шляхом дегідрогенізації. Це дозволяло залучити ресурс пропану для виробництва олефінів та до того ж отримувати продукт високої якості, придатний для полімеризації у поліпропілен (пропілен з нафтопереробних заводів, наприклад, без особливої очистки має більш низьку якість, для якої існує окреме позначення — refinery-grade-propylene проти polymer-grade-propylene). Інтерес до такої технології зокрема виявили у Саудівській Аравії, де у 2010-х ввели одразу чотири установки дегідрогенізації пропану. Три з них знаходились у надпотужному центрі нафтопереробної та нафтохімічної промисловості в Джубаїль (узбережжя Перської затоки), тоді як ще одну розмістили у червономорському порту Янбу (півтори сотні кілометрів на захід від Медіни).
Проект в Янбу реалізували через National Petrochemical Industrial (NatPet), яка належить саудівським Alujain Corporation та Xenel Group, а також міжнародній корпорації Noble Resources. Установку запустили в експлуатацію наприкінці весни 2008 року. Вона має потужність 400 тисяч тонн пропілену на рік та доповнена лінією полімеризації, розрахованої на виробництво такої ж кількості поліпропілену. Необхідну сировину при цьому постачає державний нафтогазовий гігант Saudi Aramco. Її переробка здійснюється за технологією компанії UOP (Honeywell).